# Medicine for Melancholy
Medicine for Melancholy è un film mumblecore del 2008 scritto e diretto da Barry Jenkins, al suo esordio alla regia di un lungometraggio.

## Trama
Due giovani afroamericani di San Francisco vivono un solo giorno da innamorati dopo aver trascorso la notte assieme nonostante la relazione a distanza di lei.

## Produzione
Il budget del film è stato di 15 mila dollari, prestati a Jenkins da un amico che lavorava agli effetti speciali digitali di film hollywoodiani.

## Distribuzione
Il film è stato presentato in anteprima al South by Southwest il 7 marzo 2008 e poi presentato altri festival cinematografici, come il Los Angeles Film Festival, Toronto International Film Festival e il festival internazionale del cinema di Mar del Plata. Ha avuto una distribuzione limitata ad opera di IFC Films nelle sale cinematografiche statunitensi a partire dal 30 gennaio 2009.

## Accoglienza
Il film ha incassato 111,6 mila $ ed è stato accolto calorosamente dalla critica: Roger Ebert gli ha assegnato tre stelle e mezzo su quattro, lodandone l'interpretazione degli attori, la fotografia di James Laxton e la regia «sicura» di Jenkins. A. O. Scott del New York Times l'ha inserito nella sua lista dei migliori film dell'anno assieme ad altri ben più famosi come Avatar e The Hurt Locker.

## Riconoscimenti
- 2009 - Independent Spirit Awards
  - Candidatura per il miglior film d'esordio
  - Candidatura per la miglior fotografia a James Laxton
  - Candidatura per il Someone to Watch Award a Barry Jenkins